# Баранская, Наталья Владимировна
Наталья Владимировна Баранская (1908—2004) — российская и советская писательница.

## Биография
Родилась в семье профессиональных революционеров (меньшевиков), неоднократно подвергавшихся репрессиям как до революции, так и после. Мать — Любовь Николаевна Радченко, урождённая Баранская, отец — Владимир Николаевич Розанов. 
В 1925 году окончила Первую опытно-показательную школу МОНО и поступила на Высшие государственные литературные курсы, после закрытия которых доучивалась на историко-этнологическом факультете МГУ (окончила в 1930 году).
Когда мать сослали в Воронеж, уехала с ней, работала в местном издательстве. Но вскоре мать арестовали и выслали в Казахстан, и Баранская ненадолго вернулась в Москву, а оттуда, вслед за сосланным первым мужем, поехала в Уральск, где работала в редакции газеты «Прикаспийская правда». После окончания срока ссылки мужа уехала вместе с ним в Саратов, где также работала в издательстве. В 1936 мужа арестовали и отправили в воркутинские лагеря. Однако ещё до его ареста она вернулась в Москву, работала экскурсоводом. В мае 1937 она вышла замуж за своего двоюродного брата Н. Н. Баранского и вновь уехала в Саратов, где работала в университете. В 1940 году вместе с Н. П. Анциферовым и И. В. Андросовым готовила Ломоносовскую выставку в Государственном литературном музее.
Второй муж погиб на войне в 1943 году. Баранская в это время была в эвакуации на Алтае, по возвращении продолжала работать в Гослитмузее. Окончила аспирантуру МГУ.
В 1958 году стала заместителем директора нового музея Пушкина в Москве. В том же году отказалась подписать письмо, осуждающее Б. Пастернака. В 1966 году после приглашения И. Бродского для чтения стихов и вечера А. Ахматовой, когда была открыто выставлена фотография Н. Гумилёва, Баранская подверглась публичному осуждению и была вынуждена уйти из музея. После этого начала писать. Первые рассказы опубликованы в 1968 году в «Новом мире». Известность в стране и за рубежом писательнице принесла повесть «Неделя как неделя» (1969). В повести рассказывается о типичной неделе из жизни женщины, разрывающейся между работой и семейными обязанностями; при всем желании ей ничего не удается выполнить так, как хотелось бы. В 1979 году она стала членом Союза писателей СССР.
Похоронена в Москве на Новодевичьем кладбище.

### Семья
Мать — Любовь Николаевна Радченко (1871—1962, урождённая Баранская), вместе с первым мужем С. И. Радченко стояла у истоков образования «Союза борьбы за освобождение рабочего класса», была агентом «Искры», дружила с Крупской. Секретарь фракции меньшевиков в Государственной думе 3-го созыва. Вторично вышла замуж за В. Н. Розанова (Наталья — дочь от второго брака). В 1926 году арестована, в 1927-м сослана в Воронеж на 3 года, в 1930-м выслана в Казахстан. Реабилитирована в 1989 году. Персонаж романа Марии Прилежаевой «Под северным небом».
Отец — Владимир Николаевич Розанов (1876—1939), племянник Василия Розанова, один из организаторов Второго съезда РСДРП, член ЦК РСДРП в 1904-м и 1906—1907 годах, член Петроградского Совета в 1917 году. В 1919 году арестован по делу «Тактического центра» и «Союза возрождения России», приговорён к расстрелу, но приговор был заменён на заключение в концлагерь, в 1921 амнистирован. Первая жена — Л. Н. Радченко, вторая жена — Ольга Андреевна Паппе. Похоронен на Новодевичьем кладбище.
У Натальи Баранской было двое детей, от первого брака —  дочь Татьяна, от второго  — сын Николай. После смерти второго мужа в Великой Отечественной войне в 1943 году она растила их одна.